# Vincent Holman
Vincent Holman (22 de setembro de 1886 – 7 de abril de 1962) foi um ator britânico de cinema e televisão. Holman nasceu e faleceu em Londres, na Inglaterra.

## Filmografia selecionada
- Stamboul (1931)
- These Charming People (1931)
- The Shadow (1933)
- The Bad Lord Byron (1949)
- Cardboard Cavalier (1949)
- The Sound Barrier (1952)
- My Death Is a Mockery (1952)
- John Wesley (1954)
- The Ladykillers (1955)
- Storm Over the Nile (1955)
- You Pay Your Money (1957)